# 1966 no cinema

## Principais filmes produzidos
- To Sir, with Love, de James Clavell, com Sidney Poitier, Christian Roberts, Lulu e Judy Geeson.
- A Man for All Seasons, de Fred Zinnemann, com Paul Scofield, Orson Welles, Robert Shaw e John Hurt
- Abschied von gestern, de Alexander Kluge
- Alfie, de Lewis Gilbert, com Michael Caine, Shelley Winters e Denholm Elliott
- Andrey Rublev, de Andrei Tarkovsky
- Arabesque, de Stanley Donen, com Gregory Peck e Sophia Loren
- Au hasard Balthazar, de Robert Bresson
- La battaglia di Algeri, de Gillo Pontecorvo
- The Bible: In the Beginning..., de John Huston, com Richard Harris, Stephen Boyd, George C. Scott, Ava Gardner, Peter O'Toole e Franco Nero
- Blowup, de Michelangelo Antonioni, com David Hemmings, Vanessa Redgrave e Jane Birkin
- The Chase, de Arthur Penn, com Marlon Brando, Jane Fonda e Robert Redford
- Cul-de-sac, de Roman Polanski, com Donald Pleasence e Jack MacGowran
- The Deadly Affair, de Sidney Lumet, James Mason e Simone Signoret
- Le deuxième souffle, de Jean-Pierre Melville, com Lino Ventura
- El Dorado, de Howard Hawks, com John Wayne, Robert Mitchum e James Caan
- Fahrenheit 451, de François Truffaut, com Oskar Werner e Julie Christie
- Fantastic Voyage, de Richard Fleischer, com Stephen Boyd, Raquel Welch e Donald Pleasence
- Grand Prix, de John Frankenheimer, com James Garner, Eva Marie Saint e Yves Montand
- A grande cidade, de Carlos Diegues, com Leonardo Villar e Antônio Pitanga
- La guerre est finie, de Alain Resnais, com Yves Montand, Ingrid Thulin e Geneviève Bujold
- Un homme et une femme, de Claude Lelouch, com Anouk Aimée e Jean-Louis Trintignant
- How to Steal a Million, de William Wyler, com Audrey Hepburn, Peter O'Toole e Charles Boyer
- Il buono, il brutto, il cattivo, de Sergio Leone, com Clint Eastwood, Eli Wallach e Lee Van Cleef
- Der junge Törless, de Volker Schlöndorff
- Khartoum, de Basil Dearden, com Charlton Heston, Laurence Olivier e Ralph Richardson
- Made in U.S.A., de Jean-Luc Godard, com Anna Karina e Jean-Pierre Léaud
- Masculin féminin: 15 faits précis, de Jean-Luc Godard, com Jean-Pierre Léaud
- Modesty Blaise, de Joseph Losey, com Monica Vitti, Terence Stamp e Dirk Bogarde
- Morgan: A Suitable Case for Treatment, de Karel Reisz, com David Warner e Vanessa Redgrave
- Persona, de Ingmar Bergman, com Bibi Andersson, Liv Ullmann e Gunnar Björnstrand
- La prise de pouvoir par Louis XIV, de Roberto Rossellini
- The Professionals, de Richard Brooks, com Burt Lancaster, Lee Marvin, Robert Ryan e Claudia Cardinale
- La religieuse, de Jacques Rivette, com Anna Karina
- The Russians Are Coming, the Russians Are Coming, de Norman Jewison, com Carl Reiner e Eva Marie Saint
- The Sand Pebbles, de Robert Wise, com Steve McQueen, Richard Attenborough e Candice Bergen
- Szegénylegények, de Miklós Jancsó
- This Property Is Condemned, de Sydney Pollack, com Natalie Wood, Robert Redford e Charles Bronson
- Torn Curtain, de Alfred Hitchcock, com Paul Newman e Julie Andrews
- Uccellacci e uccellini, de Pier Paolo Pasolini, com Totò
- Who's Afraid of Virginia Woolf?, de Mike Nichols, com Elizabeth Taylor e Richard Burton

## Nascimentos
| Data            | Nome                  | Profissão                       | Nacionalidade    | Observações | Ref |
| --------------- | --------------------- | ------------------------------- | ---------------- | ----------- | --- |
| 23 de fevereiro | Alexandre Borges      | ator                            | Brasil           |             |     |
| 24 de fevereiro | Billy Zane            | ator                            | Estados Unidos   |             |     |
| 1 de março      | Zack Snyder           | diretor, roteirista produtor    | Estados Unidos   |             |     |
| 3 de março      | Fernando Colunga      | ator                            | México           |             |     |
| 12 de março     | Deborah Evelyn        | atriz                           | Brasil           |             |     |
| 8 de abril      | Robin Wright          | atriz                           | Estados Unidos   |             |     |
| 9 de abril      | Cynthia Nixon         | atriz                           | Estados Unidos   |             |     |
| 25 de abril     | Isabelle Pasco        | atriz                           | França           |             |     |
| 12 de maio      | Stephen Baldwin       | ator                            | Estados Unidos   |             |     |
| 16 de maio      | Janet Jackson         | cantora e atriz                 | Estados Unidos   |             |     |
| 18 de maio      | Teresa Villaverde     | cineasta                        | Portugal         |             |     |
| 24 de maio      | Helena Ranaldi        | atriz                           | Brasil           |             |     |
| 26 de maio      | Helena Bonham Carter  | atriz                           | Reino Unido      |             |     |
| 22 de junho     | Emmanuelle Seigner    | atriz                           | França           |             |     |
| 27 de junho     | Jeffrey J. Abrams     | produtor de cinema e televisão  | Estados Unidos   |             |     |
| 28 de junho     | Mary Stuart Masterson | atriz                           | Estados Unidos   |             |     |
| 28 de junho     | John Cusack           | ator                            | Estados Unidos   |             |     |
| 15 de julho     | Irène Jacob           | atriz                           | França / Suíça   |             |     |
| 27 de julho     | Leon Dai              | ator e cineasta                 | Taiwan           |             |     |
| 14 de agosto    | Halle Berry           | atriz                           | Estados Unidos   |             |     |
| 31 de agosto    | Marcos Winter         | ator                            | Brasil           |             |     |
| 2 de setembro   | Salma Hayek           | atriz                           | México           |             |     |
| 9 de setembro   | Licurgo Spinola       | ator                            | Brasil           |             |     |
| 9 de setembro   | Adam Sandler          | ator, produtor e músico         | Estados Unidos   |             |     |
| 12 de setembro  | Malu Mader            | atriz                           | Brasil           |             |     |
| 20 de setembro  | Niki Caro             | diretora de cinema e roteirista | Nova Zelândia    |             |     |
| 21 de setembro  | Ingra Liberato        | atriz                           | Brasil           |             |     |
| 26 de setembro  | Natja Brunckhorst     | atriz                           | Alemanha         |             |     |
| 28 de setembro  | Maria Canals Barrera  | atriz                           | Estados Unidos   |             |     |
| 6 de outubro    | Jacqueline Obradors   | atriz                           | Estados Unidos   |             |     |
| 2 de novembro   | David Schwimmer       | ator                            | Estados Unidos   |             |     |
| 17 de novembro  | Sophie Marceau        | atriz                           | França           |             |     |
| 19 de novembro  | Narjara Turetta       | atriz                           | Brasil           |             |     |
| 19 de novembro  | Jason Scott Lee       | ator                            | Estados Unidos   |             |     |
| 23 de novembro  | Vincent Cassel        | ator                            | França           |             |     |
| 25 de novembro  | Billy Burke           | ator                            | v Estados Unidos |             |     |
| 7 de dezembro   | C. Thomas Howell      | ator                            | Estados Unidos   |             |     |
| 21 de dezembro  | Kiefer Sutherland     | ator                            | Canadá           |             |     |
| 23 de dezembro  | Cláudia Raia          | atriz                           | Brasil           |             |     |
| 27 de dezembro  | Eva LaRue             | actriz                          | Estados Unidos   |             |     |
| 28 de dezembro  | Giulia Gam            | atriz                           | Brasil           |             |     |

## Mortes
| Data           | Nome             | Profissão                      | Nacionalidade             | Observações | Ref |
| -------------- | ---------------- | ------------------------------ | ------------------------- | ----------- | --- |
| 1 de fevereiro | Buster Keaton    | ator e realizador              | Estados Unidos            | n. 1895     |     |
| 3 de fevereiro | Herbert J. Yates | executivo, produtor            | Estados Unidos            | n. 1880     |     |
| 23 de julho    | Montgomery Clift | ator                           | Estados Unidos            | n. 1920     |     |
| 10 de Setembro | Eugène Deslaw    | cineasta                       | União Soviética (Ucrânia) | n. 1898     |     |
| 15 de dezembro | Walt Disney      | diretor, cartoonista, produtor | Estados Unidos            | n. 1901     |     |